# كريستيان لي (مقاتل)
كريستيان لي (بالصينية: 李胜龙؛ هانغل: 이승용) هو مُقاتل فنون قتالية مختلطة أمريكي من مواليد كندا يُنافس في فئات وزن الريشة والوزن الخفيف ووزن الوسط في بطولة ون.

## وصلات خارجية
- كريستيان لي على ONE
- سجل الفنون القتالية المختلطة المهني لـ كريستيان لي (مقاتل) على شيردوغ
- خطأ: لا توجد وحدة بهذا الاسم "Latin". على Tapology.com
- كريستيان لي على ESPN.com